# Terraform
Terraform — программное обеспечение с открытым исходным кодом, используемое для конфигурирования вычислительных ресурсов по модели «инфраструктура как код». Создано и поддерживается компанией HashiCorp. Пользователи определяют и предоставляют инфраструктуру центра обработки данных с помощью декларативного языка конфигурации, известного как HashiCorp Configuration Language (HCL) или JSON.
Terraform управляет внешними ресурсами поставщиков услуг (например, облачная инфраструктура, инфраструктура частного облака, сетевые устройства, программное обеспечение как услуга и платформа как услуга). HashiCorp поддерживает обширный список официальных поставщиков, а также может интегрироваться с поставщиками, разработанными сообществом. Пользователи могут взаимодействовать с поставщиками Terraform, объявляя ресурсы или вызывая источники данных. Вместо того, чтобы использовать императивные команды для предоставления ресурсов, Terraform использует декларативную конфигурацию для описания желаемого конечного состояния. Как только пользователь вызывает Terraform для данного ресурса, система будет выполнять действия CRUD от имени пользователя для достижения желаемого состояния. Инфраструктура как код может быть написана в виде модулей, что обеспечивает возможность повторного использования и поддержку кода.
Поддерживает ряд поставщиков облачной инфраструктуры, в том числе Amazon Web Services, Microsoft Azure, Google Cloud Platform. HashiCorp также поддерживает реестр модулей Terraform, запущенный в 2017 году. В 2019 году выпущена платная версия Terraform Enterprise для крупных организаций.
Изначально система поставлялась как свободное программное обеспечение на условиях версии 2.0 Mozilla Public License. 10 августа 2023 года HashiCorp объявила о перелицензировании всех своих продуктов под условия BSL (англ. Business Source License), запрещающие коммерческое использование облачным провайдерам.
От последней свободной версии было создано ответвление под названием OpenTofu, развиваемое под управлением Linux Foundation.